# Søren Ejlersen
Søren Ejlersen (født 29. januar 1967) er en dansk kok. Han har bl.a. arbejdet hos Bo Jacobsen i Restaurationen og hos Erwin Lauterbach på Restaurant Saison i Hellerup. I 1992 var han udsendt som køkkenchef i Den Danske Pavillon på Verdensudstillingen, Expo92, i Sevilla i Spanien. Søren Ejlersen er  næstformand i bestyrelsen og arbejder med innovation og forretningsudvikling i Aarstiderne A/S.
Der ud over er han stifter af Haver til Maver - et af verdens mest udbredte skolehaveprojekter. Han er medstifter af www.Fælleshaven.dk , Planetary Impact ventures - www.planetary.dk, www.banegaarden.com
Fra 1992-97 var han selvstændig restauratør, indtil han i 1997 startede Urte-Compagniet sammen med den biodynamiske landmand Heiner Aldinger. Sammen dyrkede de økologiske grøntsager ved Tystrup-Bavelse Søerne på Vestsjælland til en begrænset kundekreds, indtil Søren Ejlersen slog sig sammen med Thomas Harttung fra Barritskov Grøntsagshave og dannede Aarstiderne.
Søren Ejlersen har modtaget diverse priser fra ex Gastronomisk akademi m.fl for hans arbejde med gastronomi.Virksomheden Aarstiderne har siden 1999 leveret økologisk grønt og frugt samt kød, fisk, brød og kolonialvarer til danske privatkunder og siden 2004 tillige til dele af Sverige. Verdens første maaltidskasser så også dagens lys i Aarstiderne i 2003. I 2002 startede Søren Ejlersen Det Mobile Skolekøkken, som siden blev til skoleprojektet Haver til Maver, hvis aktiviteter finder sted på Krogerup Avlsgaard i Humlebæk samt et stort antal andre kommuner i Danmark. Søren Ejlersen er stifter af  for Haver til Maver.
Søren Ejlersen er en efterspurgt medieperson og foredragsholder og har bl.a. medvirket i en række udsendelser i programserien Go’ morgen Danmark på TV 2. Han er desuden medlem af klima- og energiminister Connie Hedegaards klimapanel i 2009.,. I 2023 stiftede Søren Ejlersen selskabet ØJN skolemad sammen med Thomas Hess Nielsen under mottoet Ingen læring uden næring. Projektet er et partnerskab med GSB under CPH univercity.

## Udgivelser (Medforfatter)
- Aarstiderne (2004)
- Rodfrugterne (2006)
- Salaterne (2007)
- Livretterne (2007)
- Haver til Maver (2007)
- Guld og Grønne Sager (2008)
- Aarstidernes Kød (2008)
- DVD Køkkenet (DVD, 2008)
- Aarstidernes nye Livretter (2009)
- Aarstidernes samlede Livretter (2010)
- Aarstidernes Nordiske hverdagsmad (2011)
- Safter (2012)
- Aarstidernes køkkenhave (2014)
- Fermentering (2015)
- Blender (2016)
- Fermentering 2.0 (2017)
- Grønne kager (2017)
- Babymad: små portioner til små personer (2018)
- Mit kokkeri (2018)
- Planteproteiner (2018)
- Vildnis – genveje til vilde spiselige planter (2018)
- Det fermenterede køkken (2019)
- Dyrk livet (2019)
- Jordens bedste kogebog (2020)
- FRØ: 350 forunderlige, spiselige og magiske planter, du kan dyrke (2022)
- Signaturretter (2022)
- Den store grundbog om fermentering (2024)
- SPIS – Lyst til mere grønt. 25 år med Aarstiderne (2024)
- Flydende grønt – og 100 andre opskrifter til glasset (2025)